# Klada ADA
Klada ADA, klada mahunarki koja je dobila ime po prvim slovima monofiletskih podtribusa Angylocalycinae, Dipteryginae i Amburaneae sa ukupno 19 rodova.

## Rodovi
1. Subtribus Angylocalycinae (Yakovlev) Povydysh
  1. Xanthocercis Baill. (3 spp.)
  2. Angylocalyx Taub. (7 spp.)
  3. Castanospermum A. Cunn. (1 sp.)
  4. Alexa Moq. (10 spp.)
2. Subtribus Dipteryginae Polhill
  1. Monopteryx Spruce ex Benth. (3 spp.)
  2. Taralea Aubl. (6 spp.)
  3. Pterodon Vogel (5 spp.)
  4. Dipteryx Schreb. (11 spp.)
3. Subtribus Amburaneae clade
  1. Petaladenium Ducke (1 sp.)
  2. Dussia Krug & Urb. ex Taub. (10 spp.)
  3. Myrospermum Jacq. (2 spp.)
  4. Myrocarpus Allemão (5 spp.)
  5. Myroxylon L. fil. (2 spp.)
  6. Amburana Schwacke & Taub. (3 spp.)
  7. Cordyla Lour. (5 spp.)
  8. Dupuya J. H. Kirkbr. (2 spp.)
  9. Mildbraediodendron Harms (1 sp.)
  10. Neoharmsia R. Vig. (2 spp.)
  11. Sakoanala R. Vig. (2 spp.)